# Skeleton op de Olympische Winterspelen 2014
Skeleton is een van de twee sportdisciplines die binnen de olympische sleesport werden beoefend tijdens de Olympische Winterspelen 2014 in Sotsji. De wedstrijden werden op de bobslee-, rodel- en skeletonbaan Sanki in Rzjanaja Poljana gehouden.

## Wedstrijdschema
| Datum       | Lokale tijd | MET   | Mannen             | Vrouwen            |
| ----------- | ----------- | ----- | ------------------ | ------------------ |
| 07 februari | 20:00       | 17:00 | Openingsceremonie  | Openingsceremonie  |
| 13 februari | 11:30       | 08:30 |                    | 1e en 2e run       |
| 14 februari | 16:30       | 13:30 | 1e en 2e run       | 3e en 4e run       |
| 15 februari | 18:45       | 15:45 | 3e en 4e run       |                    |
| 23 februari | 20:00       | 17:00 | Sluitingsceremonie | Sluitingsceremonie |

## Medailles

### Medaillewinnaars
| Onderdeel | Goud | Goud                | Zilver | Zilver            | Brons | Brons           |
| --------- | ---- | ------------------- | ------ | ----------------- | ----- | --------------- |
| Mannen    | RUS  | Aleksandr Tretjakov | LAT    | Martins Dukurs    | USA   | Matthew Antoine |
| Vrouwen   | GBR  | Elizabeth Yarnold   | USA    | Noelle Pikus-Pace | RUS   | Jelena Nikitina |

### Medaillespiegel
| Plaats | Land             | NOC    | Goud | Zilver | Brons | Totaal |
| ------ | ---------------- | ------ | ---- | ------ | ----- | ------ |
| 1      | Rusland          | RUS    | 1    | 0      | 1     | 2      |
| 2      | Groot-Brittannië | GBR    | 1    | 0      | 0     | 1      |
| 3      | Verenigde Staten | USA    | 0    | 1      | 1     | 2      |
| 4      | Letland          | LAT    | 0    | 1      | 0     | 2      |
| Totaal | Totaal           | Totaal | 2    | 2      | 2     | 6      |